# Sakai项目
Sakai專案，是一個由高校、商业组织和个人开发者组成的國際性社区，致力于开发一个通用的协作学习环境（Collaboration and Learning Environment，CLE）。Sakai是基于教育社區授權的教育软件平台，可以用于教学、科研和协作。此类型的软件有时也被称为课程管理系统、学习管理系统（LMS）或虚拟学习环境。
Sakai OAE（Open Academic Environment）是一个目前正在开发中的新版本，继承了CLE中的内容和经验，致力于全新的用户体验。
Sakai由Java语言编写，于2005年3月发布1.0版。目前，Sakai已经在全球超过300所高校中使用。

## 背景
Sakai的开发最初得到了Mellon Foundation的大力支持，早期版本基于受资助高校的已有系统，其中最主要的是密歇根大学的「CHEF」课程管理系统。Sakai这个词来源于“chef”一词的扩展，引用了烹饪节目《铁人料理》中的厨师坂井宏行（Sakai Hiroyuki）名字。Sakai OAE的内核名称Nakamura同样源于此节目的另一位厨师中村孝明（Nakamura Komei）。
2004年2月，最初的合作高校开始商讨开展Sakai项目。每个高校都有自建的课程管理系统，包括：
- 印第安那大学：Oncourse
- 麻省理工学院：Stellar
- 斯坦福大学：CourseWork
- 密歇根大学：CTools，原名CourseTools，基于CHEF框架
- uPortal和Open Knowledge Initiative也一同参加

2005年，印第安那大学将所有的遗留系统迁移到了Sakai平台。2007年10月5日，弗吉尼亚大学宣布将使用Sakai取代原有的ToolKit系统。
在Sakai的第一个版本正式公开发布后，最初的五所高校开始邀请其他学校加入“Sakai伙伴项目”。加入项目的高校可以通过捐助资金或提交代码的方式帮助项目建设。Blackboard也开始将Sakai作为一个重要的竞争者。
2005年，在项目临近结束时，Sakai项目建立了一个基金会来支持项目的长期发展。2006年，原系统架构负责人Charles Severance被任命为基金会执行理事。2007年7月24日Severance卸任，Michael Korcuska被选举为新的执行理事。2010年2月，Lois Brook被选为临时执行理事。2010年8月，原理事会成员Ian Dolphin成为新执行理事。项目的开发工作目前依靠社区成员（包括高校、商业组织、个人志愿者)和Sakai基金会。

## Sakai特性
Sakai包括很多课程管理系统中的常见功能，包括文档发布、成绩册、讨论区、聊天室、作业上传、在线考试等等。 
除此之外，Sakai也目标成为科研合作工具。为了实现这个功能，Sakai能基于角色设置所有工具的权限和配置。Sakai还提供了Wiki、邮件列表、RSS等功能。

### 我的工作空间 工具
- 个人资料 - 编辑用户的个人信息，并可以与社交网络互通
- 所属站点
- 日程
- 资源
- 通知
- 站点设置 - 新建、编辑、删除站点
- 用户偏好 - 用于用户个性化设置。用户可以设定界面语言，所在时区
- 账户信息

### 课程站点/项目站点 工具
- 课程大纲
- 日程
- 通知
- 资源
- 作业
- 练习与测验
- 成绩册
- 投递箱
- 聊天室
- Wiki
- 花名册
- 站点信息
- 讨论区
- 检索工具
- 站点统计
- 调查工具

### 管理员 工具
- 用户管理
- 别名编辑器
- 站点管理
- 领域编辑器
- 站点设置
- 通知
- 在线用户
- 内存/缓存工具
- 归档工具
- 计划任务
- 用户从属信息
- 统计信息
- email模版管理

## Sakai社区与Sakai基金会
Sakai社区是一个高校、商业组织、个人开发者的国际联合，致力于开发、发布Sakai的社区开源软件。许多Sakai社区成员同时也是Sakai基金会成员，但使用Sakai软件并不要求先加入Sakai基金会。基金会的会员费目前包括3种：
- 一般会员：每年10,000美元
- 优惠会员（针对学生数量小于3,000的机构）：每年5,000美元
- 商业会员：2,000至1,000,000美元不等，基于会员的产值

Sakai基金会是会员制的非盈利性组织，鼓励高校、非盈利组织、商业组织之间的合作，并提供相关框架，同时也致力于在教育和研究社区中推广部署Sakai。
2009年，Sakai基金会宣布将合并另一个针对教育的开源组织Jasig，此项活动预计于2012年夏完成。
目前Sakai基金会和社区每年举办也差国际性会议；同时也有在部分地区性会议，包括中国、欧洲、伊比利亚美洲、中东、日本、澳大利亚、南非等。

## 理事会
Sakai基金会每年都会从提名候选人中选出新的理事会成员，基金会成员通常于10月或11月进行投票。新的理事会成员将于新的一年中开始参与理事会会议，理事的任期为3年。
现任理事会成员：
- Maggie Lynch，主席
- David Ackerman，副主席，纽约大学
- Josh Baron，玛瑞斯学院
- Steve Swinsburg，澳大利亚国立大学
- Seth Theriault，哥伦比亚大学
- Ian Boston，剑桥大学
- Michael Feldstein，甲骨文公司
- Chuck Severence，密歇根大学
- Nate Angell，rSmart

## 中国区Sakai应用
- 大陆地区 
  - 复旦大学 eLearning系统[7]，同时在添加了大量本地化开发后，发布了Sakai复旦大学共享版[8]
  - 上海交通大学密西根学院[9]
  - 中国科学院大学
  - 南方科技大学[10][11]
  - 北京邮电大学网络教育学院[12]
  - 重庆大学，基于复旦大学Sakai共享版开发'[13]
  - 华东师范大学[14]
- 香港地区
  - 香港科技大学

## 参看
- 学习管理系统
- 虚拟学习环境

## 相关书籍
- Korcuska, Michael; Berg, Alan Mark.  1st. Packt Publishing. June 10, 2009: 504  [2012-03-06]. ISBN 1847199402. （原始内容存档于2009-08-20）.
- Berg, Alan; Dolphin, Ian.  1st. Packt Publishing. July 5, 2011: 456  [2013-09-16]. ISBN 1849515425. （原始内容存档于2013-12-07）.